# Tournoi de poker
 (janvier 2011).
Si vous disposez d'ouvrages ou d'articles de référence ou si vous connaissez des sites web de qualité traitant du thème abordé ici, merci de compléter l'article en donnant les références utiles à sa vérifiabilité et en les liant à la section « Notes et références ».
Un tournoi de poker est une compétition au cours de laquelle le ou les gagnants sont désignés en jouant au poker, selon une des variantes du poker. Contrairement aux cash games où il n'y a aucune règles formelles, ni limite de temps pour décider d'un vainqueur.

## Droit d'entrée et prix

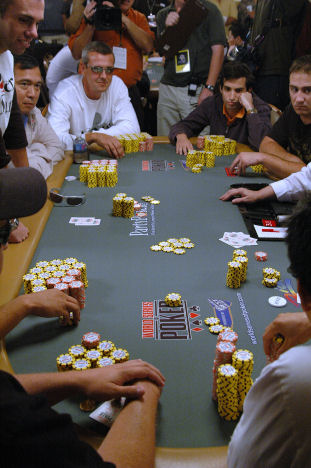
Une table du Main Event des World Series of Poker 2006.

Dans un tournoi type, un joueur paie un droit d'entrée fixe (appelé buy-in), et reçoit une certaine valeur (appelé play money) représentée par des jetons de poker. Habituellement, la valeur totale des jetons donnés aux joueurs est un multiple entier du buy-in. À ce buy-in peut parfois s'ajouter un droit commercial supplémentaire afin de couvrir les frais d'organisation du tournoi. Seuls les jetons donnés en début de partie peuvent être utilisés en jeu, l'argent réel n'étant pas accepté en cours de tournoi. L'argent en jetons et l'argent réel ne peuvent pas être interchangés en cours de partie. De plus, certains tournois permettent le re-buy, aussi appelé buy-back, qui donnent le droit aux joueurs d'acquérir des jetons en cours de partie. Parfois, le re-buy est sous conditions (par exemple seulement offert aux joueurs ayant moins d'un certain montant en jetons) mais dans les autres cas, il est disponible uniquement pour les joueurs n'ayant plus de jetons. Le tournoi re-buy est souvent associé à l'add-on, qui donne aux joueurs la possibilité, au terme de la période qui autorise le re-buy, d'acquérir des jetons supplémentaires quel que soit le nombre de jetons qu'il possède déjà. Les conditions concernant le re-buy et l' add-on (par exemple le nombre de jetons redonnés, la durée de la période durant laquelle le re-buy est autorisé ou le nombre de re-buy possible) sont définies avant le début du tournoi et ne peuvent être changés durant la partie. Quand le joueur n'a plus de jetons (et qu'il ne peut pas ou plus faire de re-buy ou d' add-on), il est éliminé du tournoi. 
Dans la plupart des tournois, le nombre de joueurs sur chaque table est conservé même quand un joueur est éliminé, soit en changeant de place un joueur, soit en répartissant tous les joueurs d'une même table sur les autres tables où il reste de la place. Certains tournois, appelés shoot-outs, ne procèdent pas de cette manière et  le dernier ou les deux derniers (parfois plus) à rester sur la table passent à la manche suivante, ce qui ressemble aux tournois à élimination directe que l'on trouve dans d'autres sports.  
Les gains sont en général une fraction du droit d'entrée, mais de l'argent extérieur peut être ajouté. Par exemple, il existe des tournois sans frais d'inscription qui redistribuent des gains grâce au revenu de leur sponsor et/ou aux entrées des spectateurs (on appelle ces tournois des freerolls). Le jeu continue, dans la plupart des tournois, jusqu'à ce qu'il n'y ait plus qu'un seul joueur à avoir des jetons, mais certains tournois autorisent les joueurs à trouver un accord (sous certaines conditions définies avant le début du tournoi) pour mettre fin à la partie avant que tous les joueurs ne soient éliminés et ainsi modifier la grille des gains établie à l'origine. Par exemple, dans un tournoi à 5 €  avec 10 joueurs au début, les gains peuvent être respectivement de 29 € et 21 € pour le premier et le deuxième. Plutôt que de risquer de ne gagner que 21 €, le premier peut  essayer de trouver un accord avec son adversaire soit en fonction de la répartition des jetons entre les deux joueurs soit en fonction des gains en jeux (ici 50 €). Dans tous les cas, la somme des gains gagnés par les joueurs est appelé le prize pool.
Les joueurs sont classés par ordre chronologique inverse (la dernière personne à rester dans le jeu obtient la première place, l'avant dernier prend la deuxième place, etc.). Ce classement des joueurs ne permet donc pas d'égalité car le tournoi finit lorsqu'un joueur possède tous les jetons. Une égalité est possible pour toutes les autres places mais il est très rare car le classement est défini en fonction du nombre de jetons que le joueur possédait avant d'être éliminé. 
On distingue deux types de répartition des gains : 
- Fixe : Chaque place correspond à une certaine somme. Par exemple, dans un tournoi de dix personnes et un buy-in à 20 €, on fixe le gain du premier à 100 €, le deuxième gagnera 60 € et le troisième 40 €, les autres ne gagnant rien.

- Proportionnel : Les gains sont déterminés en fonction d'un pourcentage. Ce pourcentage est déterminé en fonction du nombre de participants et augmente quand le nombre de joueurs inscrits augmente. En général, 10 % des places sont payées, les gains augmentent quand le joueur se rapproche de la première place. Ainsi, les 3 premiers joueurs gagnent habituellement autant ou plus que tous les autres réunis.

Dans les deux exemples, lors qu'il ne reste que 4 joueurs en jeu, le prochain joueur à être éliminé ne gagne rien. C'est le pire moment pour se faire éliminer, et on appelle ce moment du tournoi la bulle. 
Les tournois peuvent être ouverts à tous ou uniquement sur invitation. Le tournoi principal (main event en anglais) des championnats du monde de poker connus sous l'acronyme WSOP (les World Series of Poker en anglais) est un tournoi de Texas hold'em dont l'inscription ouverte à tous coûte 10 000 dollars. 
Les tournois multi-tables comportent des dizaines et même parfois des centaines de tables, qui jouent simultanément. Les tournois satellites permettent de se qualifier à ces tournois sans payer les frais d'inscriptions parfois très élevés. Leur droit d'entrée est peu élevé (de l'ordre du dixième ou même du cinquantième du montant de l'inscription du tournoi principal) et ils peuvent se dérouler dans d'autres villes que celle qui accueille le tournoi principal ou le plus souvent maintenant, sur internet. Les meilleurs joueurs de ces tournois, au lieu de remporter de l'argent, gagnent une place pour le main event. Le nombre de places est défini en fonction du nombre de participants, par exemple une place pour dix inscriptions. Chris Moneymaker, le vainqueur du main event des WSOP de 2003, a gagné sa place pour ce tournoi en participant à un satellite dont le buy-in était de 39 dollars. Greg Raymer, le vainqueur de l'édition 2004 a gagné lui aussi sa place sur internet, lors d'un tournoi à 165 $. 
Le tournoi multi-table s'oppose au tournoi à table unique. Un nombre de places (souvent 6 ou 10) est alloué à une table, et dès que le nombre de joueurs définit est atteint, les jetons sont distribués et le tournoi commence. Ces tournois sont communément appelés sit-and-go (SNG), car dès que le nombre de joueurs « assis » est atteint, le tournoi commence. Les sit-and-go de plus d'une table se démocratisent, surtout sur internet. Un tournoi à table unique fonctionne comme la table finale d'un tournoi multi-table sauf que les joueurs commencent avec le même nombre de jetons, et que les blinds sont moins élevées. Pour ces tournois, le système de répartition des gains est le plus souvent fixe.

## Structure des enchères
Il y a trois formats d'enchères différentes :
- Dans un système d'enchère structuré (limite fixe), les mises et les relances sont d'un montant spécifique, qui augmente régulièrement au fil du tournoi. Par exemple, pour un tournoi stud à sept cartes et des mises de 10/20, la relance doit être de 10 pour les trois premières manches, puis de 20.

- Les mises semi-structurées prévoient une fourchette de mises autorisées. Habituellement, un joueur ne peut relancer d'un montant inférieur à la mise ou à la relance du joueur précédent. Par exemple, si un joueur relance de 20 €, il est interdit de sur-relancer de seulement 5 €. Le pot limit est un système de mises semi-structurées où l'on ne peut miser plus que le montant du pot.

- Les tournois avec des mises non structurées, que l'on appelle le plus souvent des tournois en « no limit ». Alors que les blinds et les antes sont fixes, les joueurs sont libres de miser le montant qu'ils veulent, le minimum étant le montant de la grosse blind. Faire tapis (« all-in » en anglais) est lorsque le joueur décide de miser tous ses jetons (et donc risque de se faire éliminer du tournoi) sur une main. Dans les tournois no limit, les joueurs vont parfois prendre ce risque même au début du tour d'enchères. Ainsi, dans certains tournois il n'est pas rare de voir des tapis pré-flop c'est-à-dire que le joueur mise tous ses jetons avant que les trois cartes du flop ne soient dévoilées.

La structure des enchères est un élément majeur dans le tournoi. Même s'il y a des similitudes, un tournoi de no limit et un tournoi de limite fixe sont des jeux très différents car les stratégies et les styles de jeu ne sont pas les mêmes. Par exemple, il est plus facile de bluffer en tournoi no limit, qui permet des mises très agressives, qu'en limite fixe. Les tournois de no limit dépendent aussi énormément du comportement des adversaires et de leur stratégie.
Les blinds et les antes sont différentes pour chaque tournoi, elles sont déterminées en fonction de la durée du tournoi voulue ou du nombre de joueurs inscrits. 

## Les différentes variantes
Tandis que certains tournois permettent de mélanger les variantes, comme le H.O.R.S.E qui combine le Hold'em, le Omaha, le Razz, le Stud à sept cartes Eight-or-Better ou des tournois en dealer's choice, où le donneur choisit la variante (parmi une liste de variantes prédéterminée) jouée sur sa donne, la plupart des tournois proposent de jouer à une seule et unique variante jusqu'à la fin de celui-ci. Les tournois de Omaha et de Texas Hold'em peuvent être joués en limite fixe, en limite du pot ou sans limite.

## Lieux des tournois
Les tournois non officiels peuvent être organisés par des groupes d'amis ou dans le cadre de club de poker. Ces tournois sont gratuits en France (ce sont donc des freerolls), conformément à la loi en vigueur.  Les casinos ont depuis peu l'autorisation de mettre en place des tables de poker Texas Hold'em tout comme les cercles de jeux qui organisent des tournois réguliers depuis déjà plusieurs années. Les sites de jeu en ligne organisent aussi des tournois réguliers (tous les jours, toutes les semaines ou tous les mois) mais ne sont  pas autorisés dans tous les pays. Enfin, c'est aux États-Unis et en particulier à Las Vegas, que se tiennent la plupart des grands tournois.

## Les tournois majeurs
Les deux principales séries de tournoi de poker dans le monde, sont le World Poker Tour (WPT) et les World Series of Poker (WSOP).
Les World Series of Poker (WSOP) sont une série de tournois qui constituent les championnats du monde de poker. Ils se tiennent chaque année depuis 1970 à Las Vegas, vers les mois de juin et juillet. Lors de chaque WSOP, il y a plusieurs dizaines de tournois (qu'on appelle 'event') et lorsqu'un joueur gagne l'un de ces tournois, il remporte un bracelet de champion de monde. Le Main Event des WSOP est le moment phare de l'année.
Le World Poker Tour (WPT) se déroule dans plusieurs villes dans le monde, tout au long de l'année. Dans chaque ville, une série de tournois est organisée. Chaque série à son propre Main Event, et pour remporter un titre WPT il faut remporter l'un des Main Event. 
En Europe, il y a l'European Poker Tour (EPT), fondé en 2004 par John Duthie. Lui aussi se compose de plusieurs tournois qui se déroulent dans différentes villes, mais européennes.

Et pour mentionner d'autres Poker Tour et tournois notables :
- Le Crown Australian Poker Championship, plus connu sous le nom de Aussie Millions, qui se déroule depuis 1998 au Casino Crown de Melbourne
- Le PokerStars Caribbean Adventure qui se déroule depuis 2004, à Atlantis Paradise Island, sur l'île de Paradise Island, aux Bahamas.
- L'Asia Pacific Poker Tour, en place depuis 2007
- Le Latin American Poker Tour, en place depuis 2007
- Le North American Poker Tour, en place depuis 2010
- Les France Poker Series, en place depuis 2010
- Le UK and Ireland Poker Tour, en place depuis 2009
- Le Estrellas Poker Tour, en place depuis 2010
- L'Italian Poker Tour, en place depuis 2009
- Le Eureka Poker Tour, en place depuis 2011
- Le Super Bowl of Poker, concurrent des WSOP, à Las Vegas, entre 1979 et 1991
- Le Australia New Zealand Poker Tour, qui ont eu lieu de 2009 et 2015, en Australie et en Nouvelle-Zélande
- Le Partouche Poker Tour, qui ont eu lieu de 2008 à 2012 au casino Palm Beach à Cannes.
- Le PokerStars Festival et le PokerStars Championship, créés pour remplacer en 2016, toutes les séries de tournois organisées auparavant, notamment l'UK and Ireland Poker Tour, l'Eureka Poker Tour, l'Italian Poker Tour, l'Estrellas Poker Tour et les France Poker Series.